# Alta corte di giustizia (Scozia)
L'Alta corte di giustizia è la corte penale suprema in Scozia e fa parte del Collegio di giustizia, che comprende le Corti supreme della Scozia. La sede dell'Alta corte di giustizia è a Parliament House. Costituisce un tribunale di primo grado e di appello.

## Storia
La Corte di sessione fu fondata nel 1532 sotto il re scozzese Giacomo V. Nel 1672 fu fondata anche l'Alta corte di giustizia, che è ancora la più alta corte penale in Scozia. L'indipendenza del sistema legale è stata mantenuta anche dopo l'Atto di Unione (1707).

## Situazione attuale
Il presidente è il Lord President (Lord President of the Court of Session and Lord Justice General), dal 2015 Colin Sutherland, Lord Carloway. È il giudice capo della Scozia ed è rappresentato dal Lord Justice Clerk, dal 2016 Leeona Dorrian, Lady Dorrian.
I giudici sono nominati dal monarca britannico su raccomandazione del primo ministro scozzese, che a sua volta li sottopone sulla base delle raccomandazioni del Consiglio di nomina giudiziaria per la Scozia. Il mandato di giudice termina all'età di pensionamento di 75 anni.